# Ostpolitik

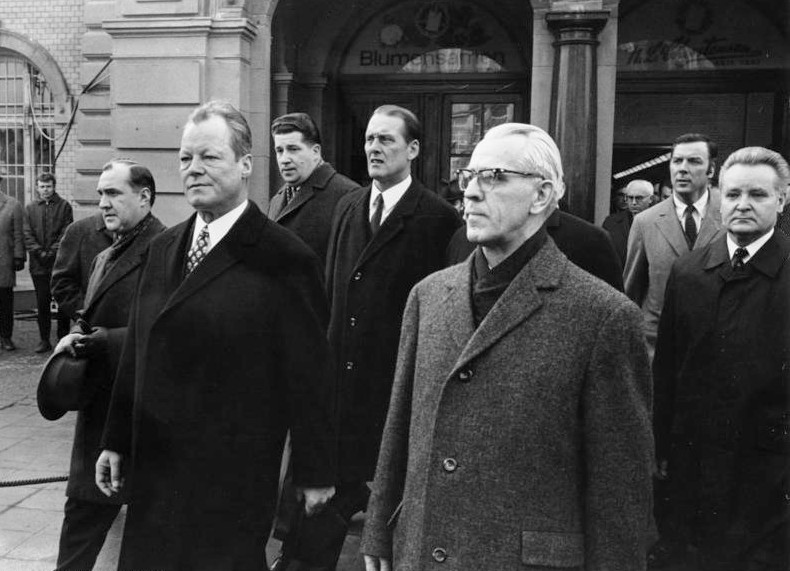
Willy Brandt (izquierda) y Willi Stoph en Erfurt en 1970, primer encuentro entre líderes de las dos Alemanias.

Ostpolitik (en alemán Política del este) es un término que describe al proceso político llevado adelante por Willy Brandt, ministro de Relaciones Exteriores y después cuarto Canciller de la República Federal de Alemania de 1969 a 1974, para normalizar las relaciones con las naciones de la Europa del Este, incluyendo la Alemania Oriental. 
El origen del término hace referencia a la decisión de la Alemania Federal de contactar con los países del este de Europa en busca de relaciones amistosas y de cooperación, en vez de solo orientar su política exterior hacia el oeste europeo para lograr esta finalidad, como había hecho hasta entonces Konrad Adenauer, el primer canciller de la República Federal de Alemania (RFA). De hecho las tensiones y necesidades propias de la Guerra Fría hacían necesario conceder algún grado de aceptación al régimen de la Alemania Oriental (RDA), habida cuenta de que la rigidez de la Doctrina Hallstein causaba que la RFA se viera obligada a romper relaciones diplomáticas con países que reconocían a la RDA, lo cual resultaba a veces contraproducente: ya en 1957 la RFA se vio obligada a romper relaciones diplomáticas con Yugoslavia cuando el gobierno yugoslavo aceptó un embajador de la RDA; cuando en 1965 la RFA estableció relaciones diplomáticas con Israel, numerosos países árabes decidieron establecer relaciones con la RDA como represalia.
La llegada al poder de Willy Brandt como canciller de la RFA en 1969 señaló el inicio de la Ostpolitik, empezando por el abandono de la Doctrina Hallstein en tanto Brandt consideraba que tal política no debilitaba en modo alguno a la RDA ni beneficiaba en realidad a la RFA en el contexto de la Guerra Fría. Un propósito de Brandt era la normalización de relaciones diplomáticas de la RFA con los países del Pacto de Varsovia, así como el reconocimiento hecho por la RFA de la línea Oder-Neisse como frontera entre Polonia y la Alemania del Este, con lo cual el gobierno de la Alemania Occidental aceptaba de facto y de iure las pérdidas territoriales sufridas por Alemania tras su derrota en la Segunda Guerra Mundial, renunciando a toda reclamación futura. También se estrecharon las relaciones comerciales con otros países de la Europa del Este (como Checoslovaquia) y con la Unión Soviética.
Las negociaciones entre Brandt y el canciller de la Alemania del Este, Willi Stoph, empezaron rápidamente, pero no fue posible llegar a un acuerdo formal, ya que Brandt no estaba dispuesto a reconocer a la RDA como un Estado soberano, aun cuando el gobierno germanooriental estaba dispuesto a aceptar la fórmula que Alemania era una sola nación pero con dos Estados. En 1970, la RFA y la Unión Soviética firmaron el Tratado de Moscú para normalizar plenamente sus relaciones y donde la URSS reconocía a la RFA como Estado independiente al igual que la RDA, y poco tiempo después llegaron los acuerdos con Polonia y los otros países del bloque soviético.
A partir del Tratado Básico, firmado en 1972, la RFA y la RDA se reconocieron mutuamente como Estados independientes. De hecho, la creación de dos Estados alemanes (la RDA y la RFA) en 1949 había significado que, a lo largo de la década de 1950 cada uno de dichos Estados se hubiera reivindicado a sí mismo como "representante de la nación alemana", posición que era respaldada por sus respectivos bloques ideológicos en el marco de la Guerra Fría. De hecho, en numerosos documentos oficiales ambos Estados usaban de modo indeterminado el adjetivo "alemán" para aplicarlo a sí mismos, sin hacer distinción alguna entre el este y el oeste de Alemania; esta indefinición reivindicaba el pretendido derecho de la RFA y la RDA a ser considerado, en exclusiva, como el "gobierno legítimo" de toda Alemania.
El Acuerdo Básico consideraba que tanto la RDA como la RFA se reconocían mutuamente como Estados diferentes, establecían mutuas relaciones diplomáticas e ingresaban juntas en la ONU con escaños separados y sin pretender acaparar en exclusiva la representación de la nación alemana. Aunque en la Alemania Oriental el Acuerdo Básico fue aceptado sin cuestionamientos, este acuerdo de Brandt sí fue duramente criticado por los conservadores de la RFA, que creían que este reconocimiento implicaba admitir la división de Alemania como una "situación permanente". Realmente en la Alemania Occidental jamás se había renunciado políticamente a la meta de unificar Alemania en un solo Estado, como lo era en 1945, aun cuando los conservadores de la RFA reconocían que semejante paso debía contar necesariamente con la aceptación previa de la Unión Soviética y los Estados Unidos.

## Otras aplicaciones
También se suele hablar de la Ostpolitik de la Santa Sede, desarrollada durante los pontificados de Juan XXIII (1958-1963) y Pablo VI (1963-1978) bajo el impulso del Cardenal Agostino Casaroli. Se trata de las relaciones de la Santa Sede con los países del bloque soviético en una aplicación de la así llamada diplomacia realista, es decir, buscar la mejor situación posible ante un gobierno contrario o abiertamente hostil.